# Stadler KISS
Stadler KISS (acrónimo de Komfortabler Innovatier Spurtstarker S-Bahn-Zug), es una unidad eléctrica múltiple regional y de larga distancia de dos pisos, fabricada por Stadler Rail. Conocidas por su diseño moderno y alta capacidad de pasajeros. Entró en servicio en 2010.
El modelo, operado por 13 compañías, está homologado en varias regiones europeas, asiáticas y norteamericanas. Actualmente, se fabrican en distintas versiones con diferente número de coches, pero existen dos variantes estándar: KISS 160 y 200.

## Historia
En 2008, Stadler Rail recibió su primer pedido por parte de los Ferrocarriles Federales Suizos (SBB CFF FFS) por 50 unidades de 6 coches. A esto le siguieron pedidos de Austria y Alemania de 7 y 16 trenes KISS de seis vagones, respectivamente. 
Entre 2010 y 2013, recibió otro pedido por parte de la compañía pública de Luxemburgo y Aeroexpress. En 2015, Stadler Rail recibió más encargos de Suecia, Estados Unidos y Hungría, y un año más tarde, de Eslovenia. Durante el año 2019, DB realizó la compra de 60 unidades, mientras que Westbahn adquirió 15 unidades.
En 2021, se desarrolló el primer tren de la versión KISS con motor diésel, asimismo, Renfe Operadora adjudicó la construcción de 59 unidades, por un importe de 998 millones de euros. Posteriormente, fue ampliando en 20 unidades llegando a un total de 79 trenes, formando así la serie 453.
ÖBB anuncia en 2023 la compra de 186 unidades, elevando a 550 el total de unidades vendidas.

## Operadores
SBB CFF FFS es el más destacado, con 74 trenes operativos, seguido de los Ferrocarriles Estatales Húngaros (MÁV) con 40 unidades. Otros operadores importantes son BLS, Caltrain y CFL.